# Знак Пошани за членство в Народному Ополченні

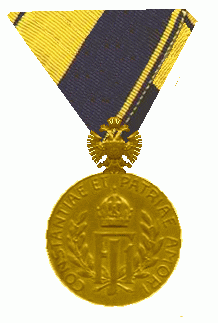
Аверс 40-річної медалі

Знак Пошани за членство в Народному Ополченні або Почесна відзнака за багаторічну корисну діяльність в організації, що належить до Народного Ополчення (нім. Ehrenzeichen für vieljährige Verdienstliche Mitgliedschaft bei einer landsturmpflichtigen Körperschaft) — нагорода Австро-Угорської імперії. Медаль була заснована 26 листопада 1908 року імператором Францом Йосипом I. Приводом стало 60-річчя австрійського імператора. Медаллю нагороджували офіцерів, унтер-офіцерів і членів ландштурма (народного ополчення) Австро-Угорщини, незважаючи на звання чи посаду. 
Бронзова медаль діаметром 35 міліметрів вручалася за 25 та 40 років служби в австрійському Ландштурмі (Народному Ополченні).

## Історія
Бронзова медаль за багаторічну службу в Народному Ополченні виготовлялась двух видів: за 25 і 40 років служби підрозділах Ландштурму. Період служби обчислювався від початку вступу до Народного Ополчення, а також роки як члена ветеранської організації. Перерви та можливі переведення на інші служби не вплинули на цей розрахунок.
Кругла бронзова медаль діаметром 35 сантиметрів мала на аверсі стрічку з монограмою «FJI» Франца Йосифа I у лавровому вінку. Над нею рудольфінська імператорська корона чи "корона Габсбургів". Напис говорить «CONSTANTIAE ET PATRIAE AMORI» (постійна любов до батьківщини). На реверсі 25-річної медалі було написано «QUINQUE LVSTRA» в лавровому вінку під зображенням імператорського двоорла. На реверсі 40-річної медалі було написано у лавровому вінку «OKTO LVSTRA». Медаль не мала рангів та підвішувалась до жовто-чорної стрічки через вушко.
Стрічка однакова для обох ступенів, розділена на дві смуги імператорського жовтого і чорного кольорів. На жовтій смузі розміщена яскрава чорна смуга, а чорна смуга має вузьку жовту смугу. Трикутну стрічку носили на лівій частині грудей, як це було прийнято в Австрії. 
Медаль одягали відопвідно до порядку носіння австрійських нагород після Ювілейного хреста 1908 року.